# Веселівська сільська рада (Старобільський район)
| Веселівська сільська рада — колишній орган місцевого самоврядування у Старобільському районі Луганської області з адміністративним центром у с. Веселе. Історична дата утворення: в 1938 році. Сільській раді були підпорядковані населені пункти: - с. Веселе - с. Петрівське - с. Роздольне - с. Тарабани |

## Склад ради
Рада складалася з 16 депутатів та голови.

### Керівний склад ради
| ПІБ                         | Основні відомості                                                         | Дата обрання | Дата звільнення |
| --------------------------- | ------------------------------------------------------------------------- | ------------ | --------------- |
| Бондар Володимир Ілліч      | Сільський голова, 1948 року народження, освіта, член Партії регіонів      | 26.03.2006   | 31.10.2010      |
| Луганська Ольга Анатоліївна | Сільський голова, 1964 року народження, освіта вища, член Партії регіонів | 31.10.2010   |                 |

Примітка: таблиця складена за даними джерела